# 岡山県道58号北房川上線
岡山県道58号北房川上線（おかやまけんどう58ごう ほくぼうかわかみせん）は、岡山県真庭市から新見市・真庭郡新庄村を経由して、真庭市に至る県道（主要地方道）である。

## 概要

### 路線データ
- 起点：岡山県真庭市下中津井（国道313号交点）
- 終点：岡山県真庭市蒜山上徳山（国道482号交点）
- 総延長：52.1 km
- 実延長：48.9 km

## 歴史
- 1993年（平成5年）5月11日 - 建設省から、県道北房新庄線・県道本茅部新庄線が北房川上線として主要地方道に指定される[1]。

## 路線状況

### 重複区間
- 岡山県道320号若代方谷停車場線（新見市豊永赤馬 - 新見市大佐布瀬）
- 岡山県道32号新見勝山線（新見市大佐田治部 - 新見市大佐小阪部・小阪部上町交差点）
- 国道181号（真庭郡新庄村宝田）

### 道路施設

#### トンネル
- 野土路（のとろ）トンネル：延長2,000 m、2005年（平成17年）竣工、真庭郡新庄村 - 真庭市

#### 道の駅
- がいせん桜 新庄宿（真庭郡新庄村、国道181号重複区間内）

## 地理

### 通過する自治体
- 真庭市
- 新見市
- 真庭市
- 新見市
- 真庭郡新庄村
- 真庭市

### 交差する道路
| 交差する道路                               | 市町村名 | 市町村名 | 交差する場所 | 交差する場所     |
| ------------------------------------------ | -------- | -------- | ------------ | ---------------- |
| 国道313号                                  | 真庭市   | 真庭市   | 下中津井     | 起点             |
| 岡山県道50号北房井倉哲西線                 | 真庭市   | 真庭市   | 下呰部       |                  |
| 岡山県道311号阿口上線                      | 真庭市   | 真庭市   | 阿口         |                  |
| 岡山県道320号若代方谷停車場線 重複区間起点 | 新見市   | 新見市   | 豊永赤馬     |                  |
| 岡山県道442号豊永赤馬長屋線                | 新見市   | 新見市   | 豊永赤馬     |                  |
| 岡山県道320号若代方谷停車場線 重複区間終点 | 新見市   | 新見市   | 大佐布瀬     |                  |
| 岡山県道32号新見勝山線 重複区間起点        | 新見市   | 新見市   | 大佐田治部   |                  |
| 岡山県道318号千屋大佐線                    | 新見市   | 新見市   | 大佐小阪部   |                  |
| 岡山県道32号新見勝山線 重複区間終点        | 新見市   | 新見市   | 大佐小阪部   | 小阪部上町交差点 |
| 岡山県道・鳥取県道112号大佐日野線          | 新見市   | 新見市   | 大佐上刑部   |                  |
| 国道181号 重複区間起点                     | 真庭郡   | 新庄村   | 宝田         |                  |
| 国道181号 重複区間終点                     | 真庭郡   | 新庄村   | 宝田         |                  |
| 岡山県道・鳥取県道113号上徳山俣野江府線    | 真庭市   | 真庭市   | 蒜山上徳山   |                  |
| 国道482号                                  | 真庭市   | 真庭市   | 蒜山上徳山   | 終点             |

### 交差する鉄道
- 姫新線

### 沿線
- 北房ダム
- JR西日本姫新線 刑部駅
- E9 米子自動車道 3 蒜山IC（終点付近）

### 峠
- 坂路峠（新見市 - 真庭郡新庄村）